# 千代勝正
千代 勝正（ちよ かつまさ、1986年12月9日 – ）は、日本のレーシングドライバー。東京都世田谷区出身。

## プロフィール
- 身長: 167cm
- 体重: 58kg
- 愛車: 日産ジュークnismo、日産シルビア(S15)、日産ノートオーラnismo、日産GT-R(R35)
- 血液型: Rh+A型
- 趣味: カート、フットサル、ギター、ドラム
- ライセンス: JAF国際B

## 来歴

### 初期
2002年にレーシングカートを始め、全日本カート選手権等を中心に活躍。2006年にニッサン・ドライバー・デベロップメント・プログラムに合格し、2007年よりフォーミュラチャレンジ・ジャパンから四輪に転向。2009年に全日本F3選手権のNクラスに参戦したが、同年限りでNDDPの育成を離れる。翌年にル・ボーセモータースポーツに移籍し、第3戦もてぎで初優勝を挙げる。

### NDDP復帰
2011年にNDDPに復帰を果たし、全日本F3選手権に参戦。「これでダメだったらレースを辞めよう」と背水の陣で挑み、最終戦SUGOで逆転でチャンピオンを獲得。チャンピオンを獲得した最終戦では千代が優勝+FL、更に同じくタイトルを争っていた野尻智紀が4位以下という厳しい条件の中で獲得したタイトルだった。

### SUPER GT
2012年からSUPER GT・GT300クラスにNDDP RACINGよりNISMOが開発した日産・GT-R NISMO GT3で参戦を開始。パートナーは関口雄飛。前半戦こそは千代自身のミスやマシンの初期トラブルにより結果が残せなかったが、第4戦SUGOで前輪無交換を成功させ優勝。タイトルの権利は有していたものの、第7戦オートポリスで左後輪が脱輪するアクシデントに見舞われてしまい、最終的にシリーズランキング4位でシーズンを終えた。

### 海外挑戦～SUPER GT復帰
2013年はDIJON Racingに移籍。開幕戦岡山ではチーム最高位の9位入賞、第7戦オートポリスではフロントローに付ける等存在感をアピールした。また、同時期にB-MAX ENGINEERINGより全日本F3選手権に参戦した。
2014年よりブランパン耐久シリーズを始め、ニュルブルクリンク24時間レース、バサースト12時間レース、GTアジア・シリーズ等海外のGT3レースを中心に参戦した。
2015年にはブランパン耐久シリーズと並行して、新たにGT-R NISMO GT3を導入するGAINERよりSUPER GT・GT300クラスに復帰。ブランパン耐久では第3戦ポール・リカールで1勝を挙げシリーズチャンピオンを獲得。SUPER GTではNISMOの意向でブランパン耐久を優先した為、チャンピオンこそパートナーのアンドレ・クートが獲得するも、チームタイトル獲得に貢献した。また、バサースト12時間では日本人として初めて総合優勝を果たした。

### GT500参戦
前年までの実績が評価され、2016年からMOLAからGT500クラスにステップアップ。パートナーは本山哲。開幕戦岡山ではKeePer TOM'Sの平川亮と熾烈な2位争いを繰り広げ、最終的に敗れ3位だったものの、存在感をアピールしたが、第5戦富士の決勝レース中にブレーキトラブルによりクラッシュしてしまい、ドクターストップにより第6戦鈴鹿1000kmを欠場。シリーズランキング12位でGT500初年度を終える。
2017年も引き続きMOLAから本山哲とのコンビで参戦。この年から新規定のGT-R NISMO GT500に変更。だが、この年のGT500規定のGT-Rは他メーカーのライバルに比べ劣勢を強いられてしまい、第4戦SUGOで2位表彰台を獲得し、日産勢今季初表彰台を獲得したが、シリーズランキング12位でシーズンを終えた。
2018年はMOLAが活動を休止、古巣のNDDP RACINGがB-MAX RACING TEAMと提携した「NDDP RACING with B-MAX」に本山と共に加入し、参戦。

### スーパーフォーミュラ
2018年より前年から新規参戦したB-MAX RACING TEAMよりGT500でチームメイトである本山が新監督に就任し、フル参戦。

### NISMOリザーブドライバー
2019年はインターコンチネンタルGTチャレンジにオフィシャルパートナーのKCMGからGT-R NISMO GT3でフル参戦。また、SUPER GTではNISMOのリザーブドライバーに就任し、IGTCとスケジュールがバッティングしないラウンドに帯同する。リザーブドライバーと並行しながらテレビ番組「SUPER GT+」の解説も務めた。
IGTCでは第2戦カリフォルニア8時間でフロントローを獲得、第4戦鈴鹿10時間では日本勢最高位の6位入賞を果たす。
また、SUPER GTではSUGOで行われた公式テストには古巣であるNILZZ Racingより参加。第6戦オートポリスではジェームス・ロシターが予選終了後に体調不良によりドクターストップが掛かってしまい、急遽代役でTEAM IMPULより出走、決勝こそ悪天候に見舞われ12位で終わるも、午前のウォームアップ走行では2番手タイムを記録した。

### GT500復帰
2020年は再びNDDP RACING with B-MAXよりGT500クラスに復帰。パートナーは平手晃平。この年からGT500の車両規定が「class1」に切り替わりにそれに適合した日産・GT-R NISMO GT500で参戦、2021年の第3戦鈴鹿では2位表彰台を獲得し、日産勢GT500クラス表彰台独占に貢献した。
2022年も引き続きNDDP RACINGより参戦するが、B-MAX RACING TEAMとの提携を終了、新体制で挑む。パートナーは高星明誠。また、GT-R NISMO GT500を前年で終了。この年よりGT500ベース車両を日産・フェアレディZに改めて参戦。第3戦鈴鹿でGT500初優勝を果たす。この優勝は自身にとってだけでなく、チームメイトの高星とGT500ベース車両のフェアレディZだけでなく、前戦富士での大クラッシュで参戦が危ぶまれながら奇跡の復活を遂げての優勝であり、ファンの間でも記憶に残る勝利となった。その後第6戦SUGOでも勝利を挙げ、TEAM IMPULに敗れたもののシリーズランキング2位を獲得。2023年も同じ体制で挑み、シリーズランキング2位となった。
2024年は新たにNISMOに移籍し、エースカーを託される。パートナーはロニー・クインタレッリ。。また、それまで日産勢に供給していたミシュランがGT500へのタイヤ供給を前年限りで終了、ブリヂストンに改められた。第2戦富士ではNISMOのワンツーフィニッシュを達成、2位表彰台を獲得。その後第7戦オートポリスでは優勝のチャンスこそあったが、セーフティカーのタイミングで逃し、2位となった。
2025年も引き続きNISMOのエースカーのステアリングを握る。パートナーは前年限りでロニーが勇退し、2023年以来となる高星とのコンビで参戦。また、BSフジでの「FIAフォーミュラＥ世界選手権 シーズン11」解説者に就任。

## レース戦績
- 2002年 - カートレースデビュー東日本ジュニアチャンピオンカップ スーパーJrクラス参戦シリーズランキング 3位
- 2003年 - NTCカップ Sクラス参戦 シリーズチャンピオン（優勝2回、2位3回）
- 2004年
  - ジャパンオープンマスターズ RSOクラス参戦シリーズランキング 8位（優勝1回、表彰台1回）
  - 11月 CIK-FIA アジアパシフィック選手権 Rokクラス 47台中5位入賞
- 2005年 - ジャパンオープンマスターズ RSOクラス参戦シリーズランキング 2位（全5戦中、優勝1回、2位4回）
- 2006年
  - 全日本カート選手権 FAクラス参戦シリーズランキング 9位（3位2回、PP2回）
  - 12月 NDDP(ニッサン・ドライバー・デベロップメント・プログラム)のオーディションに参加 NDDPスカラシップを獲得
- 2007年 - フォーミュラチャレンジ・ジャパン参戦 シリーズランキング 15位（入賞3回）
- 2008年 - フォーミュラチャレンジ・ジャパン参戦 シリーズランキング 3位（優勝3回、2位2回、3位1回）
- 2009年 - 全日本F3選手権 Nクラス参戦 シリーズランキング 6位（2位3回、3位2回）
- 2010年 - 全日本F3選手権 Nクラス参戦 シリーズランキング 3位（優勝1回、2位4回、3位2回、PP1回）
- 2011年 - 全日本F3選手権 Nクラス参戦 シリーズチャンピオン（優勝5回、2位1回、3位4回、PP5回）
- 2012年
  - SUPER GT・GT300クラス（NDDP RACING #3 S Road NDDP GT-R／NISSAN GT-R NISMO GT3）（シリーズ4位・1勝）
  - スーパー耐久・ST-1クラス＜Rd.3＞（First Racing Team #9 First Racing Team／BMW Z4）
  - スーパー耐久・GT3クラス＜Rd.4＞（KONDO RACING #24 スリーボンド日産自動車大学校GT-R／NISSAN GT-R NISMO GT3）
- 2013年
  - SUPER GT・GT300クラス（DIJON Racing #48 DIJON Racing IS GT-R／NISSAN GT-R NISMO GT3）（シリーズ28位）
  - スーパー耐久・GT3クラス＜Rd.1,3,4＞（KONDO RACING #24 スリーボンド 日産自動車大学校GT-R／NISSAN GT-R NISMO GT3）
  - 全日本F3選手権・Cクラス（B-MAX ENGINEERING #50 B-MAX F312）（シリーズ3位）
  - マレーシア・メルデカ耐久レース「セパン12時間」（#35 NISMO GLOBAL ATHLETE TEAM／NISSAN GT-R NISMO GT3）（決勝6位）
- 2014年

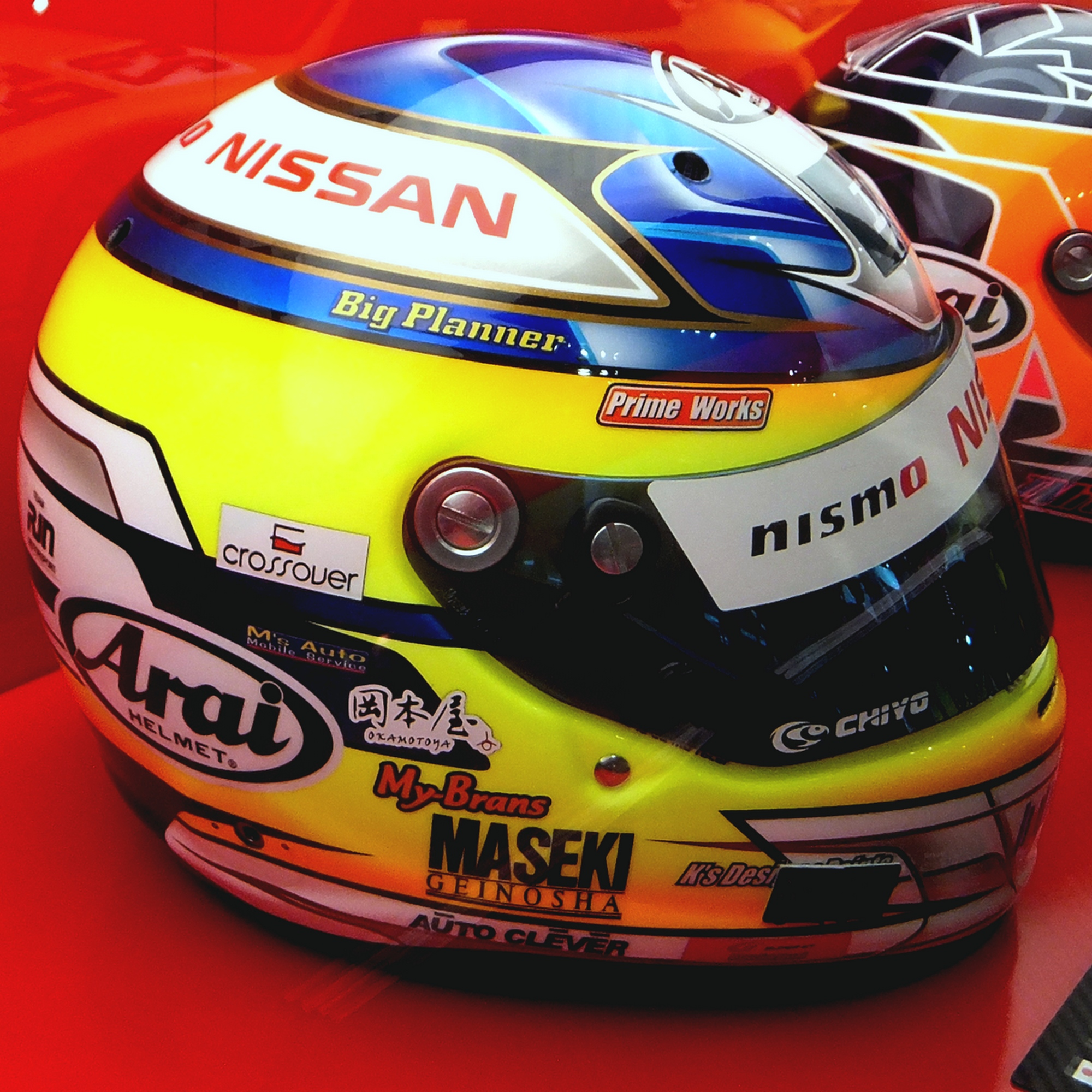
千代のヘルメット(2017年仕様)

  - ブランパン耐久シリーズ・PRO-AMクラス（#35 NISSAN GT Acodemy Team RJN／NISSAN GT-R NISMO GT3）
  - バサースト12時間耐久レース（#32 NISMO GLOBAL ATHLETE TEAM／NISSAN GT-R NISMO GT3）（決勝DNF）
  - ニュルブルクリンク24時間耐久レース（#30 NISSAN GT-R NISMO GT3）（決勝DNF）
- 2015年
  - ブランパン耐久シリーズ・PROクラス（#23 NISSAN GT Academy Team RJN／NISSAN GT-R NISMO GT3）（シリーズチャンピオン・1勝）
  - バサースト12時間耐久レース（#35 NISMO GLOBAL ATHLETE TEAM／NISSAN GT-R NISMO GT3）（総合優勝） ※日本人初
  - SUPER GT・GT300クラス＜Rd.1-2,4-5,7-8＞（GAINER #10 GAINER TANAX GT-R／NISSAN GT-R NISMO GT3）（チームチャンピオン／ドライバーズランキング2位・2勝）
  - 全日本F3選手権＜Rd.12-13スポット参戦＞（B-Max Racing Team #50 B-Max F312）
- 2016年
  - バサースト12時間耐久レース（#1 Nissan Motorsports Intl／NISSAN GT-R NISMO GT3）（総合2位）
  - SUPER GT・GT500クラス（MOLA #46 S Road CRAFTSPORTS GT-R）（シリーズ12位）
  - 全日本F3選手権（B-MAX Racing Team with NDDP #23 B-MAX NDDP F3）（シリーズ6位）

- 2017年
  - ブランパン耐久シリーズ・PROクラス（#23 Team RJN NISSAN／NISSAN GT-R NISMO GT3）（シリーズ42位）
  - バサースト12時間耐久レース（#23 Nissan Motorsports Intl／NISSAN GT-R NISMO GT3）（総合32位）
  - SUPER GT・GT500クラス（MOLA #46 S Road CRAFTSPORTS GT-R）（シリーズ12位）
- 2018年
  - 全日本スーパーフォーミュラ選手権（B-MAX Racing team #50）
  - SUPER GT・GT500クラス（NDDP RACING with B-MAX #3 CRAFTSPORTS MOTUL GT-R）（シリーズ17位）
  - スーパー耐久・ST-3クラス＜Rd.2＞（MP Racing #9 MP Racing ワコーズED ニルズ／フェアレディZ Z33 VQ35HR）
- 2019年
  - ブランパン耐久シリーズ・PROクラス＜Rd.4＞（#35 KCMG／NISSAN GT-R NISMO GT3）
  - インターコンチネンタルGTチャレンジ（#35 KCMG／NISSAN GT-R NISMO GT3）（シリーズ21位）
  - スーパー耐久・ST-TCRクラス＜Rd.2～6＞（WAIMARAMA KIZUNA Racing Team #22 WAIMARAMA KIZUNA Audi RS3 LMS）（シリーズ5位）
  - SUPER GT・GT500クラス＜Rd.6＞（TEAM IMPUL #12 カルソニック IMPUL GT-R）
- 2020年
  - SUPER GT・GT500クラス（NDDP Racing with B-MAX #3 CRAFTSPORTS MOTUL GT-R／GT-R R35 NR20B）（シリーズ13位）
  - スーパー耐久・ST-TCRクラス（WAIMARAMA KIZUNA Racing Team #22 WAIMARAMA KIZUNA）（シリーズ2位・2勝）
- 2021年
  - SUPER GT・GT500クラス（NDDP Racing with B-MAX #3 CRAFTSPORTS MOTUL GT-R／GT-R R35 NR4S21）（シリーズ10位）
  - スーパー耐久・ST-Zクラス（Porsche Team EBI WAIMARAMA #22 WAIMARAMA EBI Cayman GT4）（シリーズ7位・1勝）
- 2022年
  - SUPER GT・GT500クラス（NDDP RACING #3 CRAFTSPORTS MOTUL Z／フェアレディZ RZ34 NR4S21）（シリーズ2位・2勝）
  - スーパー耐久・ST-Zクラス（Porsche Team EBI WAIMARAMA #22 Porsche EBI WAIMARAMA EBI Cayman GT4RS）
- 2023年
  - SUPER GT・GT500クラス（NDDP RACING #3 Niterra MOTUL Z／フェアレディZ RZ34 NR4S21）（シリーズ2位・1勝）
  - スーパー耐久・ST-Zクラス＜Rd.1～3,5～7＞（Porsche Team EBI WAIMARAMA #22 Porsche EBI WAIMARAMA EBI Cayman GT4RS CS）（シリーズ8位）
- 2024年 - SUPER GT・GT500クラス（NISMO #23 MOTUL AUTECH Z／フェアレディZ RZ34 NR4S24）（シリーズ8位）
- 2025年
  - SUPER GT・GT500クラス（NISMO #23 MOTUL AUTECH Z／フェアレディZ RZ34 NR4S24）
  - スーパー耐久・ST-TCRクラス（WAIMARAMA Racing #98 WAIMARAMA Elantra N TCR）

### フォーミュラ

#### 全日本フォーミュラ3選手権
| 年     | チーム                      | エンジン | クラス | 1        | 2       | 3        | 4       | 5       | 6        | 7        | 8      | 9        | 10      | 11      | 12      | 13      | 14      | 15       | 16     | 17     | 順位 | ポイント |
| ------ | --------------------------- | -------- | ------ | -------- | ------- | -------- | ------- | ------- | -------- | -------- | ------ | -------- | ------- | ------- | ------- | ------- | ------- | -------- | ------ | ------ | ---- | -------- |
| 2009年 | TEAM NOVA                   | トヨタ   | N      | FSW1 10  | FSW2 12 | OKA1 Ret | OKA2 11 | SUZ1 9  | SUZ2 8   | FSW1 11  | FSW2 7 | SUZ1 14  | SUZ2 14 | TRM1 11 | TRM2 11 | AUT1 10 | AUT2 11 | SUG1 Ret | SUG2 6 |        | 6位  | 48       |
| 2010年 | DENSO Team Le Beausset      | トヨタ   | N      | SUZ1 8   | SUZ2 7  | TRM1 7   | TRM2 10 | FSW1 14 | FSW2 Ret | FSW1 7   | FSW2 9 | TRM1 12  | TRM2 9  | OKA1 11 | OKA2 9  | SUG1 9  | SUG2 9  | AUT1 9   | AUT2 5 |        | 3位  | 66       |
| 2011年 | NDDP RACING                 | トヨタ   | N      | SUZ1 Ret | SUZ2 5  | FSW1 7   | FSW2 7  | FSW3 7  | FSW1 9   | FSW2 Ret | TRM1 6 | TRM2 8   | OKA1 10 | OKA2 8  | SUZ1 C  | SUZ2 C  | SUG1 4  | SUG2 6   | SUG3 7 |        | 1位  | 89       |
| 2013年 | B-MAX ENGINEERING           | TODA     |        | SUZ1 5   | SUZ2 3  | TRM1 4   | TRM2 6  | TRM3 3  | OKA1 3   | OKA2 4   | FSW1 6 | FSW2 DSQ | TRM1 2  | TRM2 2  | SUG1 2  | SUG2 4  | FSW1 1  | FSW2 1   |        |        | 3位  | 72       |
| 2015年 | B-MAX Racing Team with NDDP | トヨタ   |        | SUZ1     | SUZ2    | TRM1     | TRM2    | TRM3    | OKA1     | OKA2     | FSW1   | FSW2     | OKA1    | OKA2    | FSW1 6  | FSW2 4  | TRM1    | TRM2     | SUG1   | SUG2   | 10位 | 4        |
| 2016年 | B-MAX Racing Team with NDDP | VW       |        | SUZ1 4   | SUZ2 8  | FSW1 4   | FSW2 16 | OKA1 3  | OKA2 9   | SUZ1 3   | SUZ2 4 | FSW1 4   | FSW2 1  | TRM1    | TRM2    | OKA1    | OKA2    | SUG1 Ret | SUG2 7 | SUG3 8 | 6位  | 34       |

- 太字はポールポジション、斜字はファステストラップ。(key)

#### スーパーフォーミュラ
| 年     | チーム            | エンジン | 1      | 2     | 3       | 4      | 5      | 6      | 7      | 順位 | ポイント |
| ------ | ----------------- | -------- | ------ | ----- | ------- | ------ | ------ | ------ | ------ | ---- | -------- |
| 2018年 | B-MAX Racing team | ホンダ   | SUZ 14 | AUT C | SUG Ret | FSW 17 | TRM 19 | OKA 15 | SUZ 10 | NC   | 0        |

(key)

### グランドツーリング

#### SUPER GT
| 年     | チーム                 | 使用車両               | クラス | 1       | 2      | 3      | 4       | 5       | 6       | 7      | 8      | 順位 | ポイント |
| ------ | ---------------------- | ---------------------- | ------ | ------- | ------ | ------ | ------- | ------- | ------- | ------ | ------ | ---- | -------- |
| 2012年 | NDDP RACING            | 日産・GT-R NISMO GT3   | GT300  | OKA 19  | FSW 18 | SEP 4  | SUG 1   | SUZ 2   | FSW 9   | AUT 19 | TRM 6  | 4位  | 53       |
| 2013年 | DIJON Racing           | 日産・GT-R NISMO GT3   | GT300  | OKA 9   | FSW 11 | SEP 13 | SUG 11  | SUZ 16  | FSW Ret | AUT 17 | TRM 18 | 28位 | 2        |
| 2015年 | GAINER                 | 日産・GT-R NISMO GT3   | GT300  | OKA 7   | FSW 1  | CHA    | FSW 6   | SUZ 1   | SUG     | AUT 2  | TRM 5  | 2位  | 74       |
| 2016年 | MOLA                   | 日産・GT-R NISMO GT500 | GT500  | OKA 3   | FSW 7  | SUG 13 | FSW Ret | SUZ     | CHA 12  | TRM 8  | TRM 6  | 12位 | 23       |
| 2017年 | MOLA                   | 日産・GT-R NISMO GT500 | GT500  | OKA Ret | FSW 11 | AUT 4  | SUG 2   | FSW 11  | SUZ 14  | CHA 10 | TRM 6  | 12位 | 29       |
| 2018年 | NDDP RACING with B-MAX | 日産・GT-R NISMO GT500 | GT500  | OKA 7   | FSW 10 | SUZ 7  | CHA 13  | FSW 15  | SUG 8   | AUT 13 | TRM 9  | 17位 | 14       |
| 2019年 | TEAM IMPUL             | 日産・GT-R NISMO GT500 | GT500  | OKA     | FSW    | SUZ    | CHA     | FSW     | AUT 12  | SUG    | TRM    | NC   | 0        |
| 2020年 | NDDP RACING with B-MAX | 日産・GT-R NISMO GT500 | GT500  | FSW 7   | FSW 8  | SUZ 6  | TRM 7   | FSW Ret | SUZ 4   | TRM 15 | FSW 6  | 13位 | 29       |
| 2021年 | NDDP RACING with B-MAX | 日産・GT-R NISMO GT500 | GT500  | OKA 9   | FSW 5  | SUZ 2  | TRM 6   | SUG Ret | AUT 4   | TRM 14 | FSW 8  | 10位 | 39       |
| 2022年 | NDDP RACING            | 日産・Z GT500          | GT500  | OKA 6   | FSW 15 | SUZ 1  | FSW 12  | SUZ 4   | SUG 1   | AUT 7  | MOT 4  | 2位  | 66       |
| 2023年 | NDDP RACING            | 日産・Z GT500          | GT500  | OKA 2   | FSW 5  | SUZ 4  | FSW 1   | SUZ 12  | SUG 9   | AUT 3  | MOT 13 | 2位  | 63       |
| 2024年 | NISMO                  | 日産・Z NISMO GT500    | GT500  | OKA 5   | FSW 2  | SUZ 10 | FSW 13  | SUZ 8   | SUG 12  | AUT 2  | MOT 9  | 8位  | 45       |
| 2025年 | NISMO                  | 日産・Z NISMO GT500    | GT500  | OKA 6   | FSW 8  | SEP    | FSW     | SUZ     | SUG     | AUT    | MOT    | 8位* | 8*       |

- 太字はポールポジション、斜字はファステストラップ。(key)
- * : 今シーズンの順位。（現時点）

#### ブランパンGTシリーズ・耐久カップ
| 年     | チーム                            | 車両                 | クラス | 1       | 2      | 3      | 4      | 5      | 順位 | ポイント |
| ------ | --------------------------------- | -------------------- | ------ | ------- | ------ | ------ | ------ | ------ | ---- | -------- |
| 2014年 | ニッサン・GTアカデミー・チームRJN | 日産・GT-R NISMO GT3 | Pro-Am | MNZ NC  | SIL 20 | LEC 10 | SPA 38 | NÜR 13 | 11位 | 25       |
| 2015年 | ニッサン・GTアカデミー・チームRJN | 日産・GT-R NISMO GT3 | Pro    | MNZ 8   | SIL 13 | LEC 1  | SPA 15 | NÜR 3  | 1位  | 62       |
| 2017年 | ニッサン・GTアカデミー・チームRJN | 日産・GT-R NISMO GT3 | Pro    | MNZ Ret | SIL 16 | LEC 5  | SPA 13 | CAT 13 | 20位 | 12       |
| 2019年 | KCMG                              | 日産・GT-R NISMO GT3 | Pro    | MNZ     | SIL    | LEC    | SPA 39 | CAT    | NC   | 0        |

- 太字はポールポジション、斜字はファステストラップ。(key)

#### インターコンチネンタルGTチャレンジ
| 年     | メーカー | 車両                 | クラス | 1      | 2      | 3      | 4     | 5      | 順位 | ポイント |
| ------ | -------- | -------------------- | ------ | ------ | ------ | ------ | ----- | ------ | ---- | -------- |
| 2019年 | 日産     | 日産・GT-R NISMO GT3 | Pro    | BAT 11 | LAG 12 | SPA 18 | SUZ 6 | KYA 15 | 21位 | 8        |

- 太字はポールポジション、斜字はファステストラップ。(key)

#### スパ・フランコルシャン24時間レース
| スパ24時間レース 結果 | スパ24時間レース 結果             | スパ24時間レース 結果                              | スパ24時間レース 結果 | スパ24時間レース 結果 | スパ24時間レース 結果 | スパ24時間レース 結果 | スパ24時間レース 結果 |
| 年                    | チーム                            | コ・ドライバー                                     | 車                    | クラス                | 周回                  | 順位                  | クラス 順位           |
| --------------------- | --------------------------------- | -------------------------------------------------- | --------------------- | --------------------- | --------------------- | --------------------- | --------------------- |
| 2014年                | ニッサン・GTアカデミー・チームRJN | マイク・シュルジツキー ミゲル・ファイスカ 柳田真孝 | 日産・GT-R NISMO GT3  | Pro-Am                | 462                   | 38位                  | 19位                  |
| 2015年                | ニッサン・GTアカデミー・チームRJN | アレックス・バンコム ウォルフガング・ライプ        | 日産・GT-R NISMO GT3  | Pro                   | 513                   | 15位                  | 8位                   |
| 2017年                | ニッサン・GTアカデミー・チームRJN | ルーカス・オルドネス アレックス・バンコム          | 日産・GT-R NISMO GT3  | Pro                   | 539                   | 13位                  | 12位                  |
| 2019年                | KCMG                              | 松田次生 ジョシュ・バードン                        | 日産・GT-R NISMO GT3  | Pro                   | 352                   | 39位                  | 25位                  |

#### バサースト12時間レース
| バサースト12時間レース 結果 | バサースト12時間レース 結果         | バサースト12時間レース 結果                                | バサースト12時間レース 結果 | バサースト12時間レース 結果 | バサースト12時間レース 結果 | バサースト12時間レース 結果 | バサースト12時間レース 結果 |
| 年                          | チーム                              | コ・ドライバー                                             | 車                          | クラス                      | 周回                        | 順位                        | クラス 順位                 |
| --------------------------- | ----------------------------------- | ---------------------------------------------------------- | --------------------------- | --------------------------- | --------------------------- | --------------------------- | --------------------------- |
| 2014年                      | NISMOアスリート・グローバル・チーム | アレックス・バンコム リック・ケリー ウォルフガング・ライプ | 日産・GT-R NISMO GT3        | A                           | 58                          | DNF                         | DNF                         |
| 2015年                      | NISMOアスリート・グローバル・チーム | ウォルフガング・ライプ フローリアン・シュトラウス          | 日産・GT-R NISMO GT3        | AA                          | 269                         | 1位                         | 1位                         |
| 2016年                      | NISMOアスリート・グローバル・チーム | リック・ケリー フローリアン・シュトラウス                  | 日産・GT-R NISMO GT3        | AP                          | 297                         | 2位                         | 2位                         |
| 2017年                      | ニッサン・モータースポーツ          | アレックス・バンコム マイケル・カルーソ                    | 日産・GT-R NISMO GT3        | APP                         | 174                         | 32位                        | 8位                         |
| 2019年                      | KCMG                                | 松田次生 ジョシュ・バードン                                | 日産・GT-R NISMO GT3        | APP                         | 301                         | 15位                        | 10位                        |
| 2020年                      | KCMG                                | 松田次生 ジョシュ・バードン                                | 日産・GT-R NISMO GT3        | APP                         | 0                           | WD                          | WD                          |

## 人物
- レーシングカート経験が長いことから、現在もテレビ番組等でレーシングカートを扱う際には講師として協力することが多い。
- 秋葉原D.D.Rの専用セットアッパーを務めるなど、かかわり合いが深い。同店はサポーターも務めている。
- レースを始める切っ掛けは小学校高学年の頃テレビで放送していたアニメ「頭文字D」だった。スポーツカーで峠を攻めたい憧れを抱いたが、まだ自動車免許を取得できない年齢であった為、免許が無くても乗れるのがレーシングカートである事を知り、始めたのが切っ掛けとなった[31]。
- カートを始めるまでは普通の全日制高校に通っていたが、カートを始めて以降練習時間と資金確保の為、定時制高校に転校、全日本カート選手権参戦以降更に厳しくなった為、通信制高校に転校した[32]。
- 2024年のSUPER GTでロニー・クインタレッリとチームメイトになった事から、コラボブランド「CR23」（C=千代、R=ロニー、23=GTで乗車するゼッケン「23」）を立ち上げ、グッズ展開をしていた。